# En dag i livet
En dag i livet (engelska: An Unfinished Life) är en amerikansk-tysk dramafilm från 2005 i regi av Lasse Hallström.

## Handling
Einars son dog i en trafikolycka för flera år sedan. En dag kommer den f d sonhustrun tillsammans med en sondotter som Einar inte vet om. Eftersom Einar anklagar sonhustrun för sonens död är deras relation inte den bästa, men relationen påverkas av vänskapen som uppstår mellan Einar och sondottern.

## Om filmen
Filmen är inspelad i Ashcroft, Burdett, Kamloops, Medincine Hat och Vancouver, samtliga i Kanada.
Den hade världspremiär i USA den 19 augusti 2005 och svensk premiär den 2 december samma år, åldersgränsen är 7 år.

## Rollista (urval)
- Robert Redford - Einar Gilkyson
- Jennifer Lopez - Jean Gilkyson
- Morgan Freeman - Mitch Bradley
- Damian Lewis - Gary Watson
- Little Bart - Björnen

## Musik i filmen
- Getting to Me, skriven av Kelly Willis och Gary Louris, framförd av Kelly Willis
- Broken Heart for Sale, skriven och framförd av Heather Myles
- Honeysuckle Sweet, skriven av Jessi Alexander och Sally Barris, framförd av Jessi Alexander
- Good Woman Bad, skriven av Pat McLaughlin och Roger Younger, framförd av Josh Turner
- Smooth Talk, skriven av Delbert McClinton och Gary Nicholson, framförd av Delbert McClinton
- Grandpa (Tell Me 'bout the Good Old Days), skriven av Jamie O'Hara, framförd av The Judds
- If You Had Called Yesterday, skriven av Wendell Mobley, Cory Batten och Kent Blazy, framförd av Julie Roberts
- Don't, skriven av Shania Twain och Robert John Lange, framförd av Shania Twain